# Kelurahan Tapian Nauli
Kelurahan Tapian Nauli is een bestuurslaag in het regentschap Tapanuli Selatan van de provincie Noord-Sumatra, Indonesië. Kelurahan Tapian Nauli telt 2625 inwoners (volkstelling 2010).